# Monique Dunstan
Monique Dunstan (* 28. Oktober 1970; verheiratete Miers) ist eine ehemalige australische Sprinterin.
In der 4-mal-100-Meter-Staffel siegte sie mit der australischen Mannschaft 1990 bei den Commonwealth Games in Auckland und wurde 1991 bei den Leichtathletik-Weltmeisterschaften in Tokio Achte.
Bei den Commonwealth Games 1994 in Victoria schied sie über 100 m im Vorlauf aus und gewann Silber mit der australischen 4-mal-100-Meter-Stafette. Kurz danach kam sie mit der Ozeanien-Stafette beim Leichtathletik-Weltcup in London auf den dritten Platz.
1991 wurde sie Australische Meisterin über 100 m. Ihre persönliche Bestzeit über diese Distanz von 11,51 s stellte sie am 5. Februar 1994 in Brisbane auf.